# 巨福寺
巨福寺（こうふくじ）は、岡山県高梁市寺町にある日蓮宗の寺院。旧本山は大本山妙顕寺（四条門流）。

## 歴史
文和4年（1355年）、大僧正大覚妙実の開基で創建された。元和年間の1617年頃、備中松山藩主池田長幸により再興された。

## 境内
- 本堂 - 延享5年(1748年)に焼失し、安永7年（1778年）に建立された。
- 山門 - 備中松山藩家老宅の門を、明治8年（1875年）移築した。
- 庭園 - 江戸時代初期の作庭といわれる三尊石組による枯山水。
- 鳳風の松 - 樹齢300年と言われる松の古木。

## 歴代
- 大覚大僧正妙実

## 参考資料
- 日蓮宗寺院大鑑編集委員会『宗祖第七百遠忌記念出版 日蓮宗寺院大鑑』大本山池上本門寺 (1981年)